# Lao Lishi
Lao Lishi (chinesisch 勞麗詩 / 劳丽诗, Pinyin Láo Lìshī, Jyutping Lou4 Lai6 Si1; * 12. Dezember 1987 in Zhanjiang) ist eine ehemalige chinesische Wasserspringerin. Sie nahm einmal an Olympischen Spielen teil und gewann dabei zwei Medaillen.
2002 gewann Lao die Goldmedaille im Turmspringen bei den Asienspielen. Bei den Schwimmweltmeisterschaften 2003 gewann sie die Goldmedaille im Synchronspringen. Im Alter von 17 Jahren nahm Lao Lishi an den Olympischen Sommerspielen 2004 in Athen teil. Dort startete sie im Einzel- und Synchronwettbewerb vom Turm. Im Einzelwettbewerb gewann Lao mit 576,30 Punkten hinter der Australierin Chantelle Newbery (590,31 Punkten) und vor deren Landsfrau Loudy Tourky (561,66 Punkte) die Silbermedaille. Im Synchronwettbewerb startete Lao Lishi zusammen mit Li Ting. Die beiden gewannen mit 352,14 Punkten vor den Russinnen Natalija Gontscharowa und Julia Koltunowa (340,92 Punkte) und  Blythe Hartley und Émilie Heymans aus Kanada (327,78 Punkte) die Goldmedaille.
2015 wurde sie in die International Swimming Hall of Fame aufgenommen.